# Rhys Williams (Fußballspieler, 2001)
Rhys Williams (* 3. Februar 2001 in Preston) ist ein englischer Fußballspieler. Der Innenverteidiger steht aktuell beim FC Liverpool unter Vertrag.

## Karriere

### Verein
Williams spielt seit seinem 10. Lebensjahr für den FC Liverpool und gewann den FA Youth Cup mit der Jugendmannschaft des Vereins im Jahr 2019. In den Spielzeiten 2017/18 und 2018/19 spielte er mit der U19 in der UEFA Youth League. In der Saison 2018/19 spielte Williams zudem 3-mal in der U23. Im August 2019 wechselte er auf Leihbasis zu den Kidderminster Harriers in die sechstklassige National League North, für die er 29 Spiele absolvierte.
Im September 2020 unterzeichnete Williams einen neuen Vertrag bei Liverpool. Er gab sein Debüt für die Profimannschaft Liverpools im EFL Cup am 24. September 2020 gegen Lincoln City als Partner von Virgil van Dijk in der Innenverteidigung. Am 21. Oktober 2020 debütierte Williams in der UEFA Champions League, als er in der 90. Minute gegen Ajax Amsterdam eingewechselt wurde. Am 16. Dezember 2020 gab Williams sein Premier-League-Debüt mit einem Startelfeinsatz im Spiel gegen Tottenham Hotspur, welches mit einem 2:1-Sieg für Liverpool endete. Er beendete die Saison 2020/21 mit 9 Premier-League-Einsätzen, 6 Spielen in der Champions League sowie je 2 Einsätzen im FA Cup und EFL Cup.
Ende August 2021 verlängerte Williams seinen Vertrag beim FC Liverpool langfristig und wechselte bis zum Ende der Saison 2021/22 auf Leihbasis zum Zweitligisten Swansea City. Bei Swansea kam Williams allerdings nur zu 5 Ligaeinsätzen, was seinen Stammklub Liverpool dazu veranlasste, ihn schon zur Wintertransferperiode im Januar 2022 an die Anfield Road zurückzuholen.
Für die Saison 2022/23 wechselte Williams auf Leihbasis zum Zweitligisten FC Blackpool. Im Januar 2023 beendete der FC Liverpool die Leihe vorzeitig.
Zur Saison 2023/24 wurde er an den FC Aberdeen verliehen. Auch diese Leihe wurde vorzeitig beendet, da Williams bis zur Winterpause ohne Einsatz für das Profiteam blieb. Er wurde im Anschluss an den englischen Drittligisten Port Vale verliehen. Wenige Tage nach seinem Transfer wurde eine Verletzung bei Williams festgestellt und die Leihe bereits nach 16 Tagen wieder beendet. Williams kehrte für die Rehabilitation nach Liverpool zurück.

### Nationalmannschaft
Er ist Jugendnationalspieler von England. Am 5. Oktober 2020 erhielt Williams seine erste Nominierung in den englischen U21-Kader und debütierte bei einem 3:3-Unentschieden gegen Andorra am 7. Oktober 2020.